# Ben Volavola
Ben Volavola (nacido en Sídney el 13 de enero de 1991) es un jugador de rugby fiyiano nacido en Australia que juega de Apertura o Fullback para la Selección de rugby de Fiyi, y para el Racing 92 del Top 14 francés.

## Educación
Volavola nació en Sídney y marchó a vivir a Fiyi. Allí acudió a la Veiuto Primary School, donde empezó a jugar al rugby. Volvió a Sídney en 2000 con su madre (Ema Volavola) y su hermano menor, Milan, antes de empezar la secundaria. Es nieto de quien fuera alcalde de Suva, Peni Volavola. Estudió en la Endeavour Sports High School (2005—2008) y el Newington College (2009—2010).

## Carrera
Sus actuaciones para los Southern Districts en la Shute Shield consiguieron que tuviera sitio en el "Extended Playing Squad" de los Waratahs para la temporada de Super Rugby 2014. Representó a Australia a nivel sub-20 en la Campeonato Mundial de Rugby Juvenil de 2011 en Italia.
Después de ser totalmente ignorado por Michael Cheika en el Super Rugby 2015 aunque era miembro pleno de la plantilla, Volavola firmó con los Crusaders para el Super Rugby 2016 para reemplazar el éxodo generalizado del número 10, con Dan Carter, Colin Slade y Tom Taylor con contratos para jugar en Europa así como confirmando su elegibilidad para unirse a la selección de rugby de Fiyi en la Copa Mundial de 2015. Ha firmado un contrato de dos años.
Después de ser escogido por Fiyi para la Copa del Mundo, pretende hacerse con el jersey número 10A que fue lucido anteriormente por el apertura fiyiano Nicky Little a quien Volavola considera como uno de sus héroes. Sus padres, Dinesh Shankar y Ema Volavola han apoyado la decisión de su hijo de representar a Fiyi.
Salió como suplente contra los Māori All Blacks en su debut en los internacionales de mediados de 2015, al que Fiyi dio estatus de test match.
Fue titular como número 10 de Fiyi contra Tonga en la Pacific Nations Cup 2015 marcando 15 puntos (3 conversiones y 3 golpes de castigo).
Salió de titular en el partido inaugural de la Copa del Mundo de 2015, contra Inglaterra, acertando a palos en un golpe de castigo. En el segundo, contra Australia, anotó el único ensayo de su equipo, lo que no consiguió evitar la derrota 28-13. Volavola logró puntos para su equipo en la derrota frente a Gales, gracias a una conversión y dos golpes de castigo.